# Sven Utterström
Sven Utterström (n. 16 mai 1901, Överluleå church parish⁠(d), Comitatul Norrbotten, Suedia – d. 7 mai 1979, Överluleå church parish⁠(d), Comitatul Norrbotten, Suedia) a fost un schior de fond ce a reprezentat Suedia, medaliat olimpic. A participat la 2 ediții ale Jocurilor Olimpice (1928, 1932) în care a câștigat o medalie de aur.